# Kościół Najświętszego Serca Pana Jezusa w Bojanowie
Kościół Najświętszego Serca Pana Jezusa w Bojanowie – rzymskokatolicki kościół parafialny w mieście Bojanowo. mieści się przy ulicy Marcinkowskiego. Należy do dekanatu rawickiego.
Jest to świątynia wybudowana w stylu neogotyckim z cegły w latach 1859–1860 dla bojanowskich ewangelików. Od 1945 kościół użytkuje parafia rzymskokatolicka. Jego ołtarze boczne pochodzą z kościoła św. Michała Archanioła w Gołaszynie. Pierwszy reprezentuje styl późnobarokowy i pochodzi z około 1640 roku, posiada rzeźby św. Wojciecha i św. Stanisława w niszach bocznych oraz św. Piotra i Pawła w zakończeniu. W polu środkowym znajduje się obraz Madonny z Dzieciątkiem. Drugi z nich reprezentuje styl barokowy i pochodzi z pierwszej połowy XVIII stulecia. Posiada rzeźby aniołów oraz obraz św. Michała Archanioła z około połowy XIX stulecia w polu centralnym. Obraz Chrystusa Zmartwychwstałego pochodzi z 1841 i posiada sygnaturę „Konig”. Rzeźba Chrystusa Bolesnego pochodzi z XVI wieku. Kielichy reprezentują styl wczesnobarokowy, pierwszy pochodzi z połowy XVII stulecia, drugi z 1 ćwierci XVII stulecia, ze stopą gładką. Pacyfikał reprezentuje styl rokokowy i pochodzi z 2 połowy XVIII stulecia. Jeden z relikwiarzy, w kształcie monstrancji, pochodzi z 2 połowy XVIII stulecia. Drugi w kształcie krzyża, pochodzi z 1809 roku. Dwa lichtarze z cyny z 1669 roku zostały wykonane przez konwisarza Georga Hellera. Kociołek na wodę, wykonany z miedzi został ufundowany przez Wojciecha Berkmana proboszcza z Gołaszyna i pochodzi z 1679 roku.
Dzwon z 1760 roku, z inskrypcją Paul Seer ze Swarzędza pochodzi także z gołaszyńskiego kościoła.